# Liste des familles de la noblesse portugaise
 (octobre 2020).
La liste des familles de la noblesse portugaise reprend l’ensemble des familles détenant un titre de noblesse au Portugal.

## Titres subsistants

### Duc -(Duque)
| Titre                     | Lettres Patentes                           | Note | Titulaire                                                                    | Blason |
| ------------------------- | ------------------------------------------ | --- | ---------------------------------------------------------------------------- | ------ |
| - Duc de Barcelos         | Date: 5 août 1562 Monarque: Sébastien Ier  | Le titre a été octroyé à Jean Ier de Bragance en 1562, il est attribué à l'héritier du duché de Bragance. | Afonso de Bragance, 16e Duc de Barcelos né le 25 mars 1996                   |        |
| - Duc de Bragance         | Date: 5 août 1442 Monarque: Alphonse V     | Le titre a été octroyé à Alphonse Ier de Bragance en 1442, il est porté par le prétendant au trône.       | Duarte de Bragance, 16e Duc de Bragance né le 15 mai 1945                    |        |
| - Duc de Cadaval          | Date: 26 avril 1648 Monarque: Jean IV      | Le titre a été octroyé à Nuno Álvares Pereira de Melo en 1648, branche cadette de la Maison de Bragance.  | Diana Álvares Pereira Melo, 11e Duchesse de Cadaval né le 25 juillet 1978    |        |
| - Duc de Coimbra          | Date: 1415 Monarque: Jean Ier              | Le titre a été octroyé à Pierre de Portugal (1392-1449), Le duché est un des deux les plus anciens.       | Maria de Bragance, 5e Duchesse de Coimbra né le 3 mars 1997                  |        |
| - Duc de Guimarães        | Date: 1475 Monarque: Alphonse V            | | Duarte de Bragance, 8e Duc de Guimarães né le 15 mai 1945                    |        |
| - Duc de Lafões           | Date: 17 février 1718 Monarque: Jean V     | Le titre a été octroyé à Pedro de Bragança (1718-1761), neveu de Jean V du Portugal.                      | Miguel de Bragance, 8e Duc de Lafões né le 30 juin 1982                      |        |
| - Duc de Loulé            | Date: 3 octobre 1862 Monarque: Louis Ier   | Le titre a été octroyé à Nuno de Moura Barreto en 1862, premier ministre du Portugal.                     | Pedro de Moura Barreto, 6e Duc de Loulé né le 9 mars 1958                    |        |
| - Duc de Miranda de Corvo | Date: 13 mai 1796 Monarque: Marie Ier      | | Afonso Caetano de Bragance, 5e Duc de Miranda de Corvo né le 11 janvier 1956 |        |
| - Duc de Palmela          | Date: 11 juin 1833 Monarque: Marie II      | Le titre a été octroyé à Pedro de Sousa Holstein en 1833, réversion en titre héréditaire en 1850.         | Pedro de Sousa e Holstein-Beck, 7e Duc de Palmela né le 27 janvier 1951      |        |
| - Duc de Porto            | Date: 4 avril 1833 Monarque: Pierre IV     | Le titre a été octroyé à l'infante Marie de Bragance en 1833, porté par le second fils du monarque.       | Dinis de Bragance, 4e Duc de Porto né le 25 décembre 1998                    |        |
| - Duc de Saldanha         | Date: 4 novembre 1846 Monarque: Marie II   | Le titre a été octroyé à João Oliveira e Daun en 1846, premier ministre du Portugal.                      | João Saldanha Oliveira e Daun, 5e Duc de Saldanha né le 25 juin 1976         |        |
| - Duc de la Terceira      | Date: 8 novembre 1832 Monarque: Marie II   | Le titre a été octroyé à António Severim de Noronha en 1832, premier ministre du Portugal.                | Lourenço de Vilhena de Freitas, 4e Duc de la Terceira né le 21 décembre 1973 |        |
| - Duc de Viseu            | Date: 1415 Monarque: Marie Ier             | Le titre a été octroyé à Henri le Navigateur en 1415, à la suite de la conquête de Ceuta.                 | Miguel de Bragance, 8e Duc de Viseu né le 3 décembre 1946                    |        |
| - Duc de la Victoire      | Date: 18 décembre 1812 Monarque: Marie Ier | Le titre a été octroyé à Arthur Wellesley en 1812, pour sa résistance aux troupes napoléoniennes.         | Charles Wellesley, 9e Duc de la Victoire né le 19 août 1945                  |        |

### Marquis -(Marquês)
| Titre                        | Lettres Patentes                             | Note                                                                                  | Titulaire                                                                        | Blason |
| ---------------------------- | -------------------------------------------- | ------------------------------------------------------------------------------------- | -------------------------------------------------------------------------------- | ------ |
| - Marquis de Abrantes        | Date: 24 juin 1718 Monarque: Jean V          |                                                                                       | José de Lencastre e Távora, 11e Marquis de Abrantes né le 9 septembre 1960       |        |
| - Marquis d'Aguiar           | Date: 1643 Monarque: Jean IV                 |                                                                                       | Fernando de Sousa Coutinho, 3e Marquis d'Aguiar né le 12 mai 1956                |        |
| - Marquis de Borba           | Date: 15 décembre 1811 Monarque: Marie Ier   |                                                                                       | Fernando de Sousa Coutinho, 6e Marquis de Borba né le 12 mai 1956                |        |
| - Marquis de Castelo Rodrigo | Date: 29 janvier 1600 Monarque: Philippe III |                                                                                       | Fernando de Sousa Coutinho, 4e Marquis de Castelo Rodrigo né le 12 mai 1956      |        |
| - Marquis de Ferreira        | Date: 1533 Monarque: Jean III                |                                                                                       | Rosalinda Álvares Pereira de Melo, 13e Marquise de Ferreira né le 2 juillet 1936 |        |
| - Marquis de Fontes          | Date: 2 janvier 1659 Monarque: Alphonse VI   |                                                                                       | José de Lencastre e Távora, 15e Marquis de Fontes né le 9 septembre 1960         |        |
| - Marquis de Funchal         | Date: 15 juin 1833 Monarque: Marie II        | Le titre a été octroyé à Domingos de Sousa Coutinho (1760-1833).                      | Domingos de Bourbon, 6e Marquis de Funchal né le 6 février 1955                  |        |
| - Marquis de Minas           | Date: 2 janvier 1608 Monarque: Philippe III  |                                                                                       | João de Castro de Mendia, 12e Marquis de Minas né le 7 octobre 1946              |        |
| - Marquis de Monfalim        | Date: 9 août 1861 Monarque: Louis Ier        | Le titre a été octroyé à Filipe de Sousa Holstein (1841-1884) en 1861 (titre à vie).  | Filipe de Sousa e Holstein, 4e Marquis de Monfalim né le 15 octobre 1978         |        |
| - Marquis de Tancos          | Date: 22 octobre 1751 Monarque: Joseph Ier   | Le titre a été octroyé à João de Noronha (1679-1761) en 1751, gouverneur de l'Angola. | Luis d'Orey Manoel, 8e Marquis de Tancos né le 12 octobre 1954                   |        |
| - Marquis de Valença         | Date: 10 mars 1716 Monarque: Jean V          |                                                                                       | Fernando de Sousa Coutinho, 8e Marquis de Valença né le 12 mai 1956              |        |

### Comte -(Conde)
| Titre                            | Lettres Patentes                              | Note | Titulaire                                                                                   | Blason |
| -------------------------------- | --------------------------------------------- | ---- | ------------------------------------------------------------------------------------------- | ------ |
| - Comte de Basto                 | Date: 12 septembre 1582 Monarque: Philippe II |      | Fernando de Sousa Coutinho, 3e Comte de Basto né le 12 mai 1956                             |        |
| - Comte de Barreiro              | Date: 23 décembre 1813 Monarque: Marie Ier    |      | Fernando de Sousa Coutinho, 2e Comte de Barreiro né le 12 mai 1956                          |        |
| - Comte de Oeiras                | Date: 15 juillet 1759 Monarque: Joseph Ier    |      | Sebastião Daun e Lorena, 13e Comte de Oeiras né le 26 mars 1955                             |        |
| - Comte de Penaguião             | Date: 10 février 1583 Monarque: Philippe Ier  |      | José de Lencastre e Távora, 18e Comte de Penaguião né le 9 septembre 1960                   |        |
| - Comte de Redondo               | Date: 2 juin 1500 Monarque: Manuel Ier        |      | Fernando de Sousa Coutinho, 19e Comte de Redondo né le 12 mai 1956                          |        |
| - Comte de Soure                 | Date: 2 février 1515 Monarque: Jean IV        |      | Fernando de Sousa Coutinho, 9e Comte de Soure né le 15 octobre 1652                         |        |
| - Comte de Tentúgal              | Date: 1er janvier 1504 Monarque: Manuel Ier   |      | Olympia Álvares Pereira de Melo Guerrand-Hermés, 15e Comte de Tentúgal né le 7 octobre 1977 |        |
| - Comte de Vale de Reis          | Date: 16 août 1628 Monarque: Philippe III     |      | Pedro Folque de Mendoça, 14e Comte de Vale de Reis né le 30 avril 1958                      |        |
| - Comte de Vila Nova de Portimão | Date: 28 mai 1504 Monarque: Manuel Ier        |      | José de Lencastre e Távora, 14e Comte de Vila Nova de Portimão né le 9 septembre 1960       |        |
| - Comte de Vimioso               | Date: 2 février 1515 Monarque: Manuel Ier     |      | Fernando de Sousa Coutinho, 16e Comte de Vimioso né le 12 mai 1956                          |        |

### Vicomte -(Vizconde)
| Titre                      | Lettres Patentes                           | Note | Titulaire                                                                      | Blason |
| -------------------------- | ------------------------------------------ | ---- | ------------------------------------------------------------------------------ | ------ |
| - Vicomte d'Abrançalha     | Date: 24 juillet 1869 Monarque: Louis Ier  |      | João Trigueiros de Martel, 4e Vicomte d'Abrançalha né le 24 septembre 1942     |        |
| - Vicomte de Alcobaça      | Date: 22 décembre 1841 Monarque: Marie II  |      | Miguel de Sousa Guedes, 4e Vicomte de Alcobaça né le 9 janvier 1967            |        |
| - Vicomte de Algés         | Date: 22 décembre 1841 Monarque: Marie II  |      | Nuno de Noronha e Menezes, 4e Vicomte de Algés né le 17 septembre 1928         |        |
| - Vicomte de Geraz do Lima | Date: 27 avril 1835 Monarque: Marie II     |      | José Guilherme Salgado de Goes, 3e Vicomte de Geraz do Lima né le 2 avril 1958 |        |
| - Vicomte de Landal        | Date: 22 décembre 1887 Monarque: Louis Ier |      | António Vilar Castelino e Alvim, 5e Vicomte de Landal né le 4 juin 1958        |        |

### Baron -(Barão)
| Titre                        | Lettres Patentes                          | Note | Titulaire                                                                       | Blason |
| ---------------------------- | ----------------------------------------- | --- | ------------------------------------------------------------------------------- | ------ |
| - Baron de Mogadouro         | Date: 28 décembre 1839 Monarque: Marie II | | Joaquim Freire de Andrade, 4e Baron de Mogadouro né le 27 janvier 1942          |        |
| - Baron de Quintela          | Date: 17 août 1805 Monarque: Marie Ier    | | João Quintela de Saldanha, 3e Baron de Quintela né le 3 juin 1955               |        |
| - Baron de Saavedra          | Date: 11 janvier 1843 Monarque: Marie II  | | Tomás Pinto da Cunha, 5e Baron de Saavedra né le 26 juillet 1945                |        |
| - Baron de Vilalva Guimarães | Date: 14 janvier 1864 Monarque: Louis Ier | | José de Magalhães e Meneses, 4e Baron de Vilalva Guimarães né le 5 juillet 1950 |        |
| - Baron de Vilar             | Date: 21 décembre 1836 Monarque: Marie II | Le titre a été octroyé à José da Fonseca e Gouveia, 1er création, et puis Cristiano Nicolau Kopkeen 1836. | Fernando van Zeller, 4e Baron de Vilar né le 25 octobre 2000                    |        |